# Kumpama
Kumpama är ett vattendrag i Burundi.   Det ligger i provinsen Ruyigi, i den centrala delen av landet, 100 kilometer öster om huvudstaden Bujumbura.
I omgivningarna runt Kumpama växer huvudsakligen savannskog. Runt Kumpama är det ganska tätbefolkat, med 207 invånare per kvadratkilometer.